# Johann Friedrich Lossius
Johann Friedrich Lossius (geb. 1735 in Weimar; gest. 1796 ebenda) war ein deutscher Kartograph, Architekt und Mathematiker in Weimar. 

Stadtplan des Johann Friedrich Lossius von Weimar 1785

Lossius war herzoglicher Kammerregistrator in Weimar. Dieser Kammerkanzlist ist bekannt durch die Zeichnung des Planes von Weimar von 1785, der die Stadt Weimar in Gestalt der Kavaliersperspektive darstellt, und des Planes vom Park an der Ilm aus dem Jahr 1790. Der Stadtplan von Weimar zeigt einen Garten mit einem Chinesischen Pavillon am Wittumspalais. Dieser Plan zeigt noch die alte Stadtbefestigung. Fast die gesamte Stadtbefestigung wie auch dieser kleine Pavillon und der Garten sind auf den Plänen von Johann Valentin Blaufuß und Franz Ludwig Güssefeld nicht mehr vorhanden. Lossius zeichnete 1792 auch das Webicht. Lossius war auch Geometrielehrer am Weimarer Mal- und Zeicheninstitut. Als Nachfolger war Carl Friedrich Christian Steiner vorgesehen. Steiner wurde zunächst Unterlehrer an dem Institut und unterrichtete dort ab 1804 als Lehrer Geometrie.